# Холте, Магнус
Магнус Холте (норв. Magnus Holte; род. 27 марта 2006) — норвежский футболист, нападающий клуба «Русенборг».

## Клубная карьера
Холте — воспитанник клубов Нардо и «Русенборг». 18 сентября 2022 года в матче против «Лиллестрёма» он дебютировал в Типпелиге. 